# Елфи в кухнята: Печено-сторено
„Елфи в кухнята: Печено-сторено“ (на немски: Die Heinzels – Rückkehr der Heinzelmännchen) е немска компютърна анимация от 2020 г. на режисьора Уте фон Мюнхов-Пол, по сценарий на Джан Штратман.

## Сюжет
От цели 200 години елфите живеят под земята и се крият от горния свят, избягвайки всякакъв контакт с „неблагодарните и зли“ човеци.
Но един ден на щурата елфка Елфи й писва от тясното пространство и несбърднатите мечти. Заедно с двамата си спътници, елфите Кип и Бък, тя отива на повърхността, за да търси съдбата си.
След изпълнени със смях приключения, нарастващото приятелство на Елфи с на пръв поглед киселия готвач Тео ще и припомни за истинското призвание на елфите: да помагат на другите!

## В България
В България филмът излиза по кината на 27 май 2022 г. от „Про Филмс“.

## Нахсинхронен дублаж
| Роля          | Изпълнител |
| ------------- | --- |
| Елфи          | Елена Грозданова |
| Кит           | Александър Хаджиангелов |
| Бък           | Веселин Петров |
| Вендла        | Лидия Вълкова |
| Тио           | Росен Пенчев |
| Бруно         | Георги Стоянов |
| Хариет        | Дайяна Димитрова |
| Други гласове | Лара Златарева Бернарда Береану Татяна Захова Стефан Иванов Георги Спасов Станислав Пищалов Евгения Ангелова Ангелина Русева Марио Иванов Виктор Иванов Ива Стоянова Симеон Дамянов |

| Обработка           | студио „Про Филмс“ |
| ------------------- | ------------------ |
| Режисьор на дублажа | Сотир Мелев        |
| Тонрежисьор         | Станислав Донев    |
| Преводач            | Ромина Кирчева     |